# Polypodium plesiosorum
Polypodium plesiosorum là một loài thực vật có mạch trong họ Polypodiaceae. Loài này được Kunze miêu tả khoa học đầu tiên năm 1844.